# Footsteps in the Dark
Footsteps in the Dark je americká filmová komedie režiséra Lloyda Bacona z roku 1941, natočená podle divadelní hry Blondie White Ladislase Fodora, Bernarda Merivala a Jeffrey Della. V hlavní roli se objevil slavný Errol Flynn.

## Děj
Vážený finanční poradce Francis Warren (Errol Flynn) se ve volném čase zabývá psaním úspěšných detektivek. Zlomyslný inspektor Mason (Alan Hale) o dvojím Warrenově životě ví a příliš si jeho detektivních schopností nepovažuje. Poté, co zkritizuje nejnovější Warrenovu knihu v rozhlasové recenzi, nabídne spisovateli, že může užít svých detektivních schopností k vyřešení jistého kriminálního případu.
Warren tak přichází v případu mrtvého obchodníka se šperky ihned na stopu nebezpečné tanečnice Blondie White (Lee Patrick). Vydává se za bohatého majitele rančů a zlatého dolu a dostává se do blízkosti Blondie White. Jeho manželka Rita (Brenda Marshall) však manžela podezřívá a nechá ho sledovat soukromým detektivem, který jeho „vztah“ k Blondie odhalí.
Warren tak musí přesvědčit nedůvěřivého inspektora Masona o vině Blondie, ubezpečit svoji manželku o své věrnosti a navíc nastražit rafinovou past samotné vražedkyni.

## Hrají
- Errol Flynn – Francis Monroe Warren II
- Brenda Marshall – Rita Warren
- Ralph Bellamy – Dr. R.L. Davis
- Alan Hale – policejní inspektor Charles M. Mason
- Lee Patrick – Blondie White
- Allen Jenkins – Mr. Wilfred
- Lucile Watson – Mrs. Agatha Archer
- William Frawley – Det. 'Hoppy' Hopkins
- Roscoe Karns – Monahan
- Grant Mitchell – Wellington Carruthers
- Maris Wrixon – June Brewster
- Noel Madison – Leopold Fissue
- Jack La Rue – Ace Vernon
- Turhan Bey – Ahmed
- George Campeau – návštěvník varieté (scéna odstraněna)
- Sol Gorss – návštěvník varieté(scéna odstraněna)
- Harry Seymour – Straight Man (scéna odstraněna)
- Peter Ashley – reportér
- Wade Boteler – policejní seržant
- Glen Cavender – návštěvník varieté s brýlemi a knírkem
- Richard Cramer – detektiv přivádějící Vernon
- Alan Davis – reportér
- John Dilson – koroner
- Sarah Edwards – Mrs. Belgarde
- Betty Farrington – Mrs. Jenkins
- Frank Faylen – Gus (taxikář)
- James Flavin – policejní hlasatel
- Jerry Fletcher – Alex
- Eddie Graham – návštěvník varieté s vysokým čelem
- Creighton Hale – Mr. Harlan
- Chuck Hamilton – policista řídící patrolovací vozidlo
- Winifred Harris – Miss Perry
- Harry Hayden – Mr. Willis, Warrenův asistent
- Robert Homans – přístavní policejní kapitán
- William Hopper – policejní sekretář
- Olaf Hytten – Horace (Warrenův sluha)
- Reid Kilpatrick – hlasatel v radiu (pouze hlas)
- Frank Marlowe – reportér
- Frank Mayo – Joe (policista)
- Jack Mower – seržant policie Brent
- David Newell – policista eskortující Juna
- Ted Oliver – policista vyslýchající majitele jachty
- Pat O'Malley – Mike
- Garry Owen – Horatio Jackson
- Bob Reeves
- Sam Rice – návštěvník varieté
- Walter Sande – námořník ve varieté)
- Cliff Saum – návštěvník varieté říkající „Oh, yeah!“
- Charles Sullivan – vrchní číšník
- Frank Wilcox – agent FBI Harrow
- Sonny Boy Williams – Tommy Jenkins
- Tom Wilson – návštěvník varieté říkající "You said it, blondie!"

## Zajímavosti
- Film vychází z hry Katzenzungen Ladislase Fodora napsané pod pseudonymem W. George Selous. Do angličtiny byla hra adaptována Bernardem Merivalem. Autorem některých dialogů je i Jeffrey Dell. Hra byla uvedena v Londýně pod jménem Blondie White.